# Micralestes elongatus
Micralestes elongatus är en fiskart som beskrevs av Daget, 1957. Micralestes elongatus ingår i släktet Micralestes och familjen Alestidae. Inga underarter finns listade i Catalogue of Life.